# Metalimnophila
Metalimnophila is een muggengeslacht uit de familie van de steltmuggen (Limoniidae).

## Soorten
- M. alpina Alexander, 1926
- M. apicispina (Alexander, 1923)
- M. greyana Alexander, 1926
- M. greyensis (Alexander, 1925)
- M. howesi (Alexander, 1922)
- M. integra Alexander, 1926
- M. longi Alexander, 1952
- M. mirifica (Alexander, 1922)
- M. montivaga Alexander, 1926
- M. nemocera (Alexander, 1923)
- M. nigroapicata (Alexander, 1922)
- M. palmata Alexander, 1932
- M. penicillata (Alexander, 1922)
- M. productella Alexander, 1926
- M. protea Alexander, 1926
- M. simplicis (Alexander, 1922)
- M. spissigrada (Alexander, 1926)
- M. unipuncta (Alexander, 1922)
- M. yorkensis Alexander, 1926